# Ozero Glubotjino (sjö i Belarus, lat 55,77, long 29,28)
Ozero Glubotjino (ryska: Озеро Глубочино) är en sjö i Belarus.   Den ligger i voblasten Vitsebsks voblast, i den norra delen av landet, 230 km nordost om huvudstaden Minsk. Ozero Glubotjino ligger 151 meter över havet. Arean är 0,27 kvadratkilometer. Den ligger vid sjön Vozera Vjadzeta. Den sträcker sig 1,4 kilometer i nord-sydlig riktning, och 0,7 kilometer i öst-västlig riktning.
I omgivningarna runt Ozero Glubotjino växer i huvudsak blandskog. Runt Ozero Glubotjino är det ganska tätbefolkat, med 72 invånare per kvadratkilometer.